# 孔求
孔求（？—？），一名傲，后又名永，字子家，孔子四世孙，孔白之子。
孔求通习儒道，有隐遁的志向，楚国召他去做官，孔求不接受，四十五岁时去世，葬于孔子墓东北，有一子孔箕。